# Miss Lulu Bett
Miss Lulu Bett er en amerikansk stumfilm fra 1921 af William C. deMille.

## Medvirkende
- Lois Wilson som Lulu Bett
- Milton Sills som Neil Cornish
- Theodore Roberts som Dwight Deacon
- Helen Ferguson som Diana Deacon
- Mabel Van Buren som Ina Deacon
- Mae Giraci som Monona Deacon
- Clarence Burton som Ninian Deacon
- Ethel Wales som Bett
- Taylor Graves som Bobby Larkin
- Charles Ogle som Station Agent